# Calpers
California Public Employees' Retirement System, kallas Calpers; av organisationen skrivet CalPERS, är en amerikansk organisation som tillhandahåller och administrerar pensionsfonder för fler än två miljoner medlemmar som arbetar alternativt arbetat inom offentlig sektor i delstaten Kalifornien samt deras närmsta familjer. Pensionsfonden förser även 1,5 miljoner medlemmar med sjukförsäkringar. Calpers förvaltade ett kapital på 389 miljarder amerikanska dollar för helåret 2018–2019, vilket gör den till USA:s största pensionsfond för offentliga anställda.
Organisationen grundades 1932 som State Employees' Retirement System (SERS) medan 1992 bytte man namn till det nuvarande för att undvika missförstånd när andra delstater hade pensionsfonder med liknande namn.
För helåret 2018–2019 hade Calpers en budget på nästan 1,9 miljarder dollar och en personalstyrka på 2 875 anställda. Deras huvudkontor ligger i Sacramento.